# Kiribati
Republika Kiribati (ang. Republic of Kiribati; kirib. Ribaberikin Kiribati) – państwo wyspiarskie na Oceanie Spokojnym. W skład tego państwa o powierzchni 726 km² wchodzą 32 atole i 1 wyspa koralowa Banaba, rozsiane na powierzchni przeszło 3,5 mln km² wokół równika. Przez obszar ten przechodzi 180 południk, co powoduje że Kiribati jest jedynym krajem na świecie położonym na wszystkich 4 ćwiartkach kuli ziemskiej.
Są to wyspy trzech archipelagów Mikronezji i Polinezji: Wyspy Gilberta (16 wysp), Feniks (8) i Line Islands (8) oraz wyspa Banaba (zw. także Ocean). 21 z 33 wysp jest zamieszkanych.
Nazwa Kiribati (wymawiana w języku angielskim kiribas, ˌkɪrᵻˈbæs ( odsłuchaj)) to zniekształcona przez miejscowy język mikronezyjski angielska nazwa głównej grupy wysp – Wysp Gilberta.

## Geografia

### Wyspy
W skład Kiribati wchodzą wyspy: Gilberta, Feniks oraz Line (bez Jarvis, Palmyry i Kingman), łącznie 32 atole, oraz wyspa koralowa Banaba (Ocean). Rozciągłość między wyspami z zachodu na wschód wynosi około 4000 km, z północy na południe – ponad 2000 km. Kiribati jest jednym z najniżej położonych państw świata, najwyższy punkt państwa wznosi się na wysokość 81 m nad poziom oceanu.
Prognozy dotyczące zmian klimatu głoszą, że do 2050 roku Kiribati zostanie zalane przez wody Oceanu Spokojnego.

### Klimat
Klimat równikowy. Średnia temperatura miesięczna 27–29 °C. Suma roczna opadów od 700 do 3000 mm (opady zwiększają się ku północy). Od kwietnia do października przeważają pasaty (wiatry północno-zachodnie). Okresowo występują susze.

## Historia
Pierwsi ludzie (I-Kiribati) pojawili się na tych wyspach między rokiem 1000 a 1300. Następujące po sobie inwazje Fidżyjczyków oraz Tongijczyków, wprowadziły do kultury mikronezyjskiej wiele elementów polinezyjskich. Jednak liczne małżeństwa mieszane sprawiły, że kultura, tradycje, a także wygląd mieszkańców są w miarę jednorodne.
Pierwsze kontakty z Europejczykami nastąpiły w XVI w., jednak ich apogeum nastąpiło w wieku XIX, gdy pojawili się tutaj wielorybnicy, handlarze niewolników i statki handlowe. Ich pojawienie się przyniosło lokalnej ludności jedynie problemy, m.in. śmiercionośne choroby. Odżyły też zapomniane lokalne konflikty plemienne. By uspokoić sytuację, Wielkiej Brytanii przyzwolono na utworzenie tu w 1892 protektoratu, który od 1916 stanowił brytyjską kolonię Wyspy Gilberta i Lagunowe. Wyspa Ocean (Banaba) została anektowana w 1900 po odkryciu bogatych pokładów guana. Wyspy Line i Feniks zostały wcielone po kawałku w ciągu kolejnych 20 lat.
Wyspy zostały zajęte przez Japonię w czasie II wojny światowej, stanowiąc część japońskiej linii obrony na wyspach Pacyfiku. W listopadzie 1943 aliantom udało się przełamać japońskie pozycje na atolu Tarawa po długotrwałej i krwawej walce. Bitwa o Wyspy Gilberta została uznana za punkt zwrotny w kampanii aliantów w tym obszarze.
Brytyjczycy zezwolili na rozszerzenie samorządności wysp w latach 60. XX w. W 1975 Wyspy Ellice oddzieliły się od kolonii i utworzyły w 1978 niepodległe państwo Tuvalu. Wyspy Gilberta uzyskały własny rząd w roku 1977, a suwerenność oficjalnie 12 lipca 1979 przyjmując nazwę Kiribati.
Po uzyskaniu niepodległości pierwszym prezydentem Kiribati został Ieremia Tabai, który rządził krajem w latach 1979–1991. Jego następcą został Teatao Teannaki, a następnie Teburoro Tito, który został wybrany na to stanowisko w roku 1994 i ponownie w wyborach w 1998. Od 2003 do 2016 urząd prezydenta sprawował Anote Tong, natomiast obecnym szefem państwa jest Taneti Maamau.

## Ustrój polityczny
Parlament Kiribati, nazywany Maneaba ni Maungatabu, wybierany jest co 4 lata i składa się z 36 członków. Prezydent, tzw. Beretitenti, jest jednocześnie głową państwa i szefem rządu.
Każda z 21 zamieszkanych wysp posiada lokalną radę, która zajmuje się bieżącymi sprawami wspólnoty.

### Podział administracyjny
Kiribati podzielone jest na 6 dystryktów:
- Banaba
- Central Gilberts
- Line Islands
- Northern Gilberts
- Southern Gilberts
- Tarawa

oraz 21 rad wyspiarskich na wyspach: Abaiang, Abemama, Aranuka, Arorae, Banaba, Beru, Butaritari, Kanton, Kiritimati, Kuria, Maiana, Makin, Marakei, Nikunau, Nonouti, Onotoa, Tabiteuea, Tabuaeran, Tamana, Tarawa, Teraina.

## Religia
Struktura religijna kraju w 2010 roku według Pew Research Center:
- Katolicyzm: 55,0%

- Protestantyzm: 38,9% (gł. Protestancki Kościół Kiribati, a także zielonoświątkowcy i adwentyści dnia siódmego)
- Inni chrześcijanie: 3,1% (gł. mormoni i Świadkowie Jehowy)  Osobny artykuł: Świadkowie Jehowy w Kiribati.
- Brak religii: 0,8%
- Inne religie: 2,2%.

## Gospodarka
- PKB: 73,6 mln USD
- PKB na osobę: 800 USD
- Przyrost gospodarczy: 2,5%
- Inflacja: 2%
- Bezrobocie: 2% (ukryte szacunkowo 70%)
- Produkcja energii elektrycznej: 7 mln kWh
- Waluta: dolar australijski

Kiribati ma niewielkie zasoby złóż mineralnych. W chwili uzyskania niepodległości w 1979 roku złoża fosforytów, głównego niegdyś źródła dochodów, były już na wyczerpaniu. Obecnie większość PKB i eksportu dają ryby i kopra. W ostatnich latach gospodarka wysp przeżywa ciągłe wahania. Rozwój utrudnia brak wykwalifikowanej siły roboczej, słabo rozwinięta infrastruktura i duża odległość od rynków światowych. Turystyka wytwarza ponad 20% PKB. Usługi finansowe raczkują, podobnie jak prywatna przedsiębiorczość. Ważną rolę odgrywa zagraniczna pomoc finansowa, głównie z Wielkiej Brytanii i Japonii, której wysokość w ostatnich latach sięga 25–50% wartości PKB. Wartość przekazów od Kiribatyjczyków pracujących za granicą przekracza 5 mln USD rocznie.
Pozyskiwana jest sól z wody morskiej (saliny na wyspie Kiritimati). Funkcjonuje niewielki przemysł spożywczy (produkcja soku palmowego) i odzieżowy, a także rzemiosło.
Główne uprawy: palma kokosowa (plantacje na wyspie Kiritimati i 2 innych atolach w grupie Line Islands), pandanus, banany, drzewa chlebowe i melonowe. W lagunie Tarawy uprawia się wodorosty morskie.

### Emisja gazów cieplarnianych
Emisja równoważnika dwutlenku węgla z Kiribati wyniosła w 1990 roku 0,043 Mt, z czego 0,02 Mt stanowił dwutlenek węgla. W przeliczeniu na mieszkańca emisja wyniosła wówczas 0,278 t dwutlenku węgla, a w przeliczeniu na 1000 dolarów PKB 143 kg. Następnie emisje wszystkich nieregularnie rosły. Największe wahania dotyczą emisji dwutlenku węgla, które po osiągnięciu maksimum w 2012 zaczęły spadać. Wzrost emisji tego gazu wynikał głównie z jej zwiększenia przez transport. W 2018 emisja dwutlenku węgla pochodzenia kopalnego wyniosła 0,032 Mt, a w przeliczeniu na mieszkańca 0,272 t i w przeliczeniu na 1000 dolarów PKB 136 kg. Udział emisji metanu i dwutlenku węgla przez większość okresu był podobny. Na trzecim miejscu jest podtlenek azotu.

## Transport
Międzynarodowe porty: Bonriki (w atolu Tarawa) i Cassidy (na wyspie Kiritimati). Ponadto jest tu 16 lotnisk, w tym port lotniczy Cassidy jako jedyny z kodami ICAO i IATA (na wyspie Kiritimati) z cotygodniowym rejsowym połączeniem (międzylądowaniem) lotu wykonywanego na trasie pomiędzy Nadi na Fidżi i Stanami Zjednoczonymi (Honolulu na Hawajach). Długość dróg: 640 km.
Gospodarce rolnej i nisko położonemu krajowi jako całemu zagraża podnoszenie się poziomu wód oceanicznych i miejscowe skażenie środowiska na skutek nasilonej migracji do centrum i powstałego skupienia tradycyjnych praktyk (latryny w lagunach).